# Axiocteta flava
Axiocteta flava là một loài bướm đêm trong họ Erebidae.